# The Joke
«The Joke» — песня американской кантри-певицы Брэнди М. Карлайл, вышедшая в качестве 1-го сингла с шестого студийного альбома By the Way, I Forgive You (2018). Две премии Грэмми-2019.
Rolling Stone поместил песню на 195-е место в своем рейтинге 200 величайших кантри-песен всех времен.

## История
Релиз альбомного лид-сингла «The Joke» прошёл 13 ноября 2017 года. О своей песне Карлайл сказала: «Так много людей чувствуют себя искаженными [сегодня]… так много людей чувствуют себя нелюбимыми… Песня только для людей, которые чувствуют себя недостаточно представленными, нелюбимыми или нелегальными». Официальное видео вышло 16 февраля 2018 года в один день с релизом альбома By the Way, I Forgive You. Президент США Барак Обама включил эту песню в число своих фаворитов 2017 года. «The Joke» позднее достигла 4-го места в рок-чарте Adult Alternative Songs и позиции № 43 в чарте Hot Rock Songs.
Композиция была одобрительно встречена музыкальными экспертами и обозревателями: American Songwriter, Rolling Stone («гимноподобная баллада»), The A.V. Club («маяк надежды для тех, кто разочарован сегодняшним политическим климатом»), Slant.
7 декабря 2018 года были объявлены номинации на 61-ю церемонию Grammy Awards. «The Joke» была номинирована в четырёх категориях, включая Record of the Year и Song of the Year. Всего Брэнди Карлайл получила 6 номинаций, став самой номинированной женщиной на церемонии 2019 года.

## Концертные исполнения
14 марта 2018 года Carlile исполнила песню на шоуThe Late Show with Stephen Colbert, в ноябре 2018 спела её на Americanafest, а в феврале 2019 года — на 61-й церемонии Грэмми. Брэнди Карлайл на воскресной церемонии вручения премии «Грэмми» оказалась в центре внимания благодаря собственному голосу, когда она ошеломила публику взрывным исполнением песни.

## Награды и номинации
| Год  | Награда                         | Категория                       | Работа     | Результат |
| ---- | ------------------------------- | ------------------------------- | ---------- | --------- |
| 2018 | Americana Music Honors & Awards | Song of the Year                | «The Joke» | Номинация |
| 2018 | UK Americana Awards             | International Song of the Year  | «The Joke» | Победа    |
| 2019 | Grammy Awards                   | Запись года                     | «The Joke» | Номинация |
| 2019 | Grammy Awards                   | Песня года                      | «The Joke» | Номинация |
| 2019 | Grammy Awards                   | Best American Roots Song        | «The Joke» | Победа    |
| 2019 | Grammy Awards                   | Best American Roots Performance | «The Joke» | Победа    |

## Чарты
| Чарт (2018)                                  | Высшая позиция |
| -------------------------------------------- | -------------- |
| США (Billboard Adult Alternative Songs)      | 4              |
| США (Billboard Hot Rock & Alternative Songs) | 43             |
| США (Billboard Rock & Alternative Airplay)   | 46             |